# Alexis Amore
Alexis Amore (ur. 29 grudnia 1978 w Limie) – peruwiańska aktorka i reżyserka filmów pornograficznych.

## Życiorys

### Wczesne lata
Urodziła się w Limie. Kiedy miała dziewięć lat, wraz z rodzicami przeprowadziła się do Redondo Beach w Kalifornii. Jej językiem ojczystym jest język hiszpański. Ukończyła chrześcijańską szkołę średnią w kalifornijskim Hermosa Beach, gdzie była cheerleaderką.

### Kariera
W wieku piętnastu lat podjęła pracę jako modelka dla magazynów, gazetek reklamowych i ulotek. Następnie jej agent załatwił jej posadę modelki w Playboy TV. Do branży porno wkroczyła w listopadzie 1999 roku. Skontaktowała się z Vivid Entertainment i wystąpiła w scenie seksu podwójnej penetracji z Bobbym Vitale i Erikiem Everhardem w filmie wideo Obserwator 6 (The Watcher 6).
W lutym 2003 podpisała umowę na wyłączność z Jill Kelly Productions (JKP). Później podpisała kontrakt z Video Team / Metro Interactive. W 2004 roku ukazał się film wideo Best of Alexis Amore. W 2005 wyreżyserowała film Lascivious Latinas z udziałem Briana Surewooda i Scotta Nailsa, wyprodukowany przez Anabolic Video.
W 2004 zadebiutowała jako felietonistka AVN Insider z artykułem pt. Simply Alexis. Była również rzeczniczką Video Team.
Podpisała także kontrakt na produkcję zabawek erotycznych z California Exotic Novelties. W 2006 uruchomiła swoją stronę internetową ClubAlexis.com z ClubJenna.
Pojawiła się w komedii muzycznej Rock and Roll: The Movie (2014) jako seksowna Latynoska.
W 2006 roku była związana z Evanem Seinfeldem.

## Nagrody i nominacje
| Rok  | Nagroda          | Kategoria                                      | Film                        | Inni wykonawcy           | Rezultat  |
| ---- | ---------------- | ---------------------------------------------- | --------------------------- | ------------------------ | --------- |
| 2003 | AVN Award        | Najlepsza scena seksu samych dziewczyn – wideo | Still Up in This XXX (2002) | Friday                   | Nominacja |
| 2004 | NightMoves Award | Najlepsza aktorka wg fanów                     | –                           | –                        | Wygrana   |
| 2006 | AFW Award        | Pornograficzny powrót roku                     | –                           | –                        | Wygrana   |
| 2006 | AVN Award        | Najlepsza złośnica                             | Zrotique (2005)             | –                        | Nominacja |
| 2006 | AVN Award        | Najlepsza scena seksu grupowego – film         | Sentenced (2005)            | Nicole Sheridan i Voodoo | Nominacja |
| 2006 | NightMoves Award | Najlepsza artystka estradowa wg fanów          | –                           | –                        | Wygrana   |
| 2010 | XFANZ Award      | Latynoska gwiazda roku                         | –                           | –                        | Nominacja |
| 2018 | AVN Award        | AVN Hall of Fame                               | –                           | –                        | Wygrana   |
| 2018 | Urban X Awards   | Urban X Awards Hall of Fame                    | –                           | –                        | Wygrana   |